# Last to Know
Last to Know è il terzo ed ultimo singolo della cantante Pink estratto dal suo terzo album Try This del 2003.

## Video musicale
Il video realizzato per Last to Know consiste in un montaggio di immagini prese da alcuni tappe dei concerti di Pink del suo Try This Tour in Europa. Un video vero e proprio per il brano era stato programmato, ma mai realizzato, perché le vendite del disco erano cominciate a calare.

## Tracce

### UK CD single
1. Last to Know
2. Last to Know (D Bop club edit)

### European maxi CD single
1. Last to Know
2. God Is a DJ (Robbie Rivera main vocal mix)
3. God Is a DJ (Robbie Rivera Juicy After Hour dub)
4. God Is a DJ (Hyper remix)
5. Last to Know (CD-ROM video)

## Classifiche
| Classifica (2004) | Posizione massima |
| ----------------- | ----------------- |
| Austria           | 48                |
| Germania          | 66                |
| Irlanda           | 4                 |
| Paesi Bassi       | 22                |
| Regno Unito       | 21                |
| Svizzera          | 46                |